# Mauritia arabica
Espèce
Synonymes
Cypraea arabica
Répartition géographique
La Porcelaine arabe (Mauritia arabica ou Cypraea arabica) est une espèce de mollusques gastéropodes de la famille des Cypraeidae. C'est un coquillage commun.

## Description
C'est un coquillage de type « porcelaine » à la coquille claire présentant un réseau complexe de motifs sombres, souvent formé de lignes labyrinthiques laissant des zones claires. C'est la ressemblance de ces motifs avec la calligraphie arabe qui a donné son nom à cet animal. Les marges sont plus claires, ponctuées de gros pois presque noirs. La face inférieure est presque blanche, avec une ouverture étroite. 

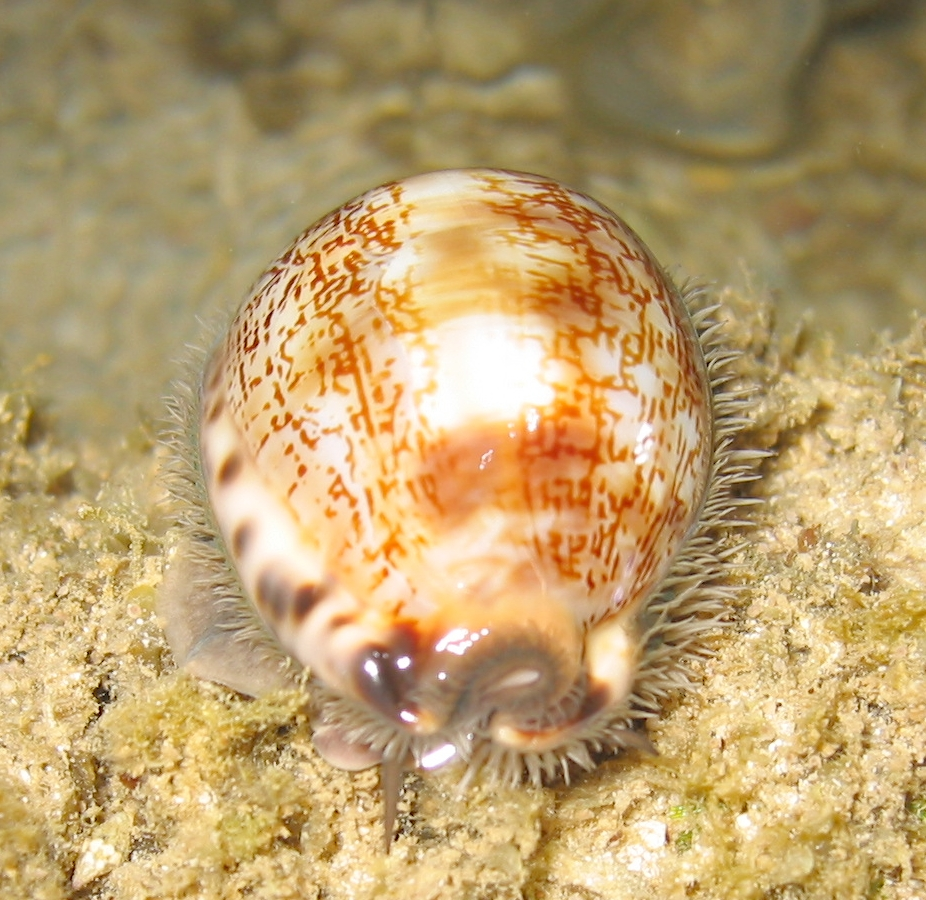
Spécimen vivant au Japon.
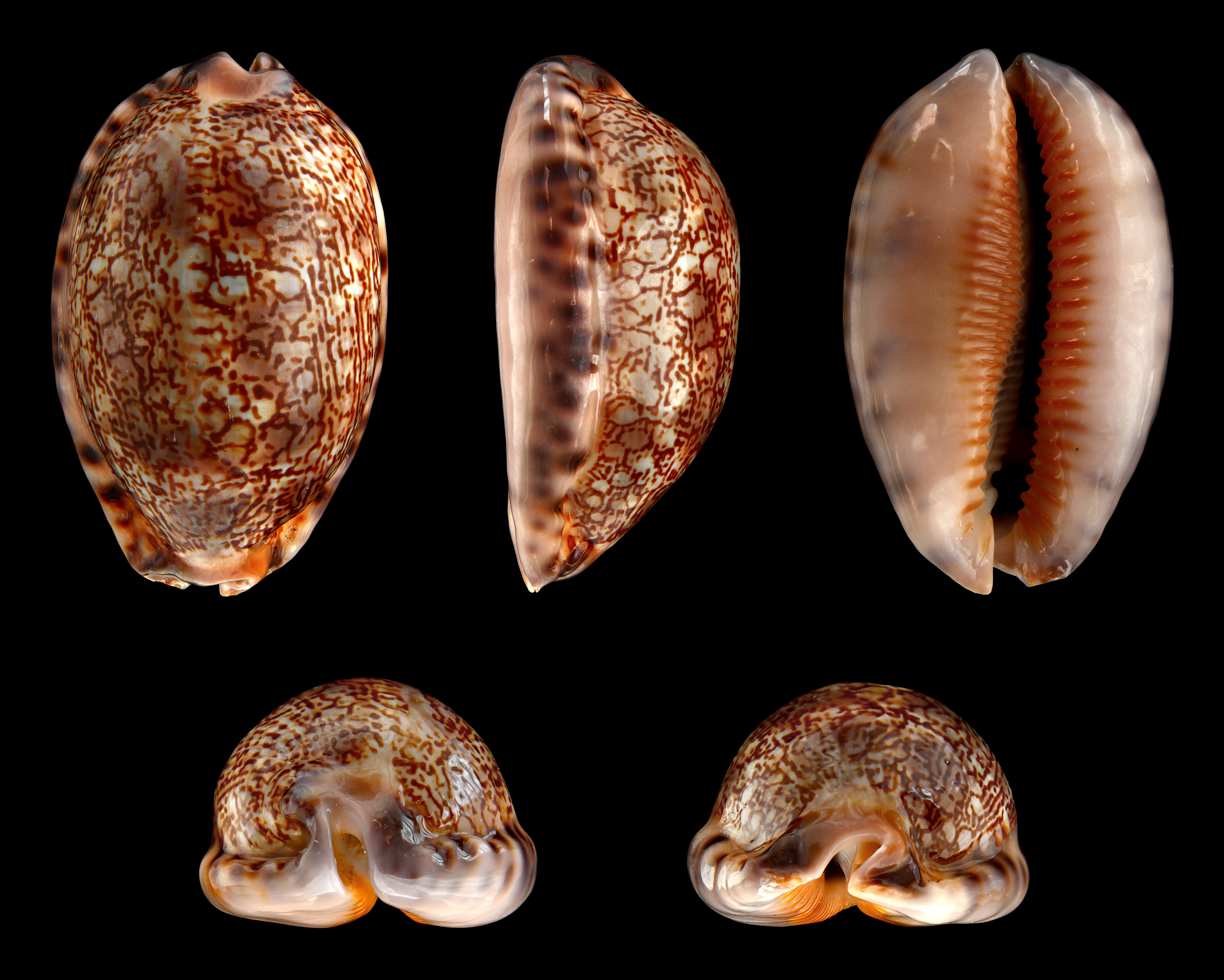
Vue de la coquille.

Il mesure de 3 à 8 cm de long.

## Habitat et répartition
On rencontre cet animal dans les océans Indien et Pacifique à faible profondeur sous les coraux morts et les pierres.

## Liste des sous-espèces
Selon World Register of Marine Species (20 février 2014) :
- sous-espèce Mauritia arabica arabica (Linnaeus, 1758)

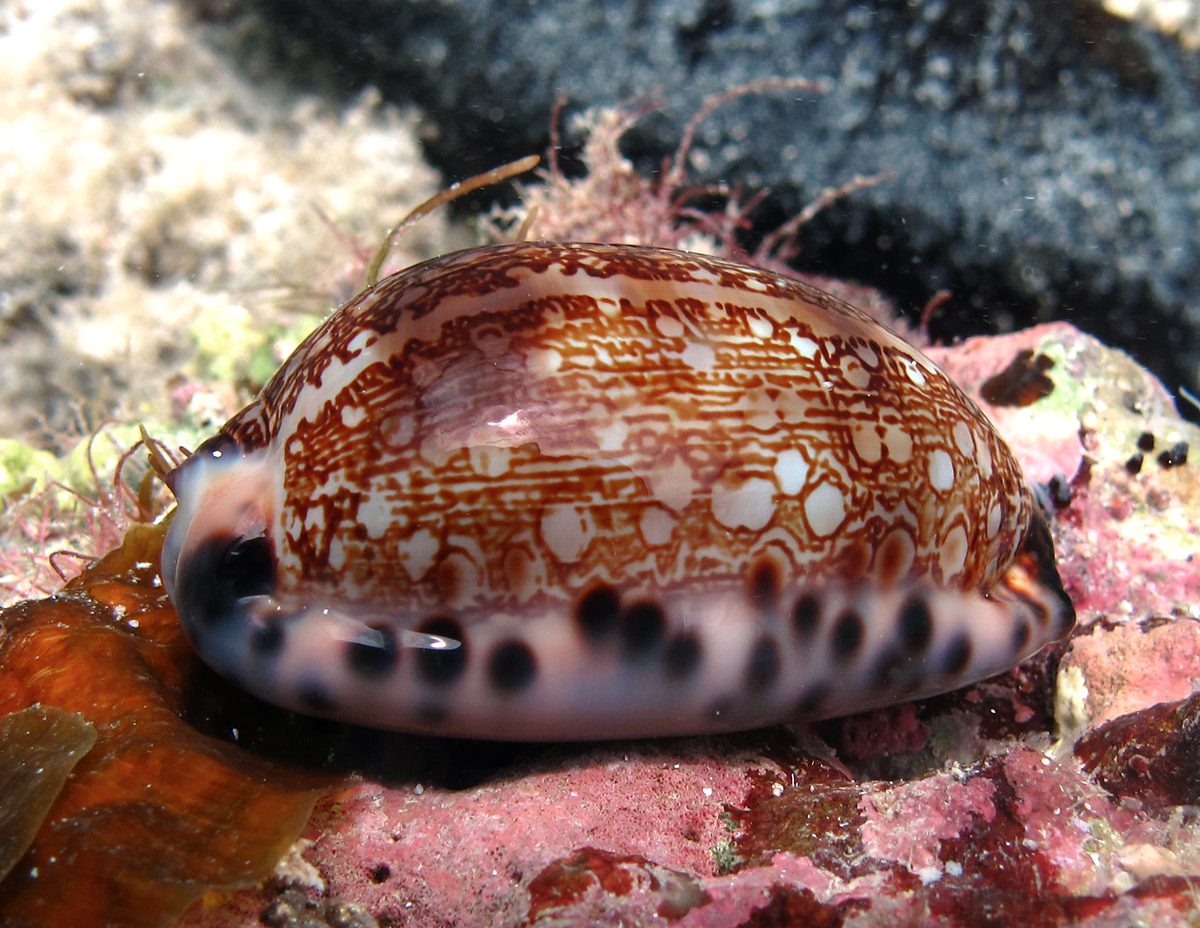
Mauritia arabica immanis à La Réunion.

- sous-espèce Mauritia arabica asiatica Schilder & Schilder, 1939
- sous-espèce Mauritia arabica immanis Schilder & Schilder, 1939